# Rowe (Massachusetts)
Rowe é uma vila localizada no condado de Franklin no estado estadounidense de Massachusetts. No Censo de 2010 tinha uma população de 393 habitantes e uma densidade populacional de 6,31 pessoas por km².

## Geografia
Rowe encontra-se localizado nas coordenadas 42° 41′ 44″ N, 72° 54′ 33″ O. Segundo o Departamento do Censo dos Estados Unidos, Rowe tem uma superfície total de 62.24 km², da qual 60.74 km² correspondem a terra firme e (2.41%) 1.5 km² é água.

## Demografia
Segundo o censo de 2010, tinha 393 pessoas residindo em Rowe. A densidade populacional era de 6,31 hab./km². Dos 393 habitantes, Rowe estava composto pelo 97.2% brancos, o 1.02% eram afroamericanos, o 0.51% eram amerindios, o 0% eram asiáticos, o 0% eram insulares do Pacífico, o 0% eram de outras raças e o 1.27% pertenciam a duas ou mais raças. Do total da população o 1.02% eram hispanos ou latinos de qualquer raça.